# ویمانکالو
ویمانکالو (به لاتین: Vimankallu) یک منطقهٔ مسکونی در سری‌لانکا است که در استان شمالی (سری‌لانکا) واقع شده‌است.